# Komarnica (Staro Petrovo Selo)
Komarnica is een plaats in de gemeente Staro Petrovo Selo in de Kroatische provincie Brod-Posavina. De plaats telt 302 inwoners (2001).